# Font del mas Falcó
La font del mas Falcó era una mina d'aigua del barri de Vallcarca de Barcelona. Al segle xviii subministrava aigua a la vila de Gràcia, a través de l'aqüeducte de Can Turull. Al segle xix el subministrament arribava fins a Barcelona.

## Recorregut de l'aigua

### Mas Falcó
La mina es va construir a la extensa finca del mas Falcó, propietat del baró de la Barre, que estava dotada de diverses fonts, a les quals se'ls atribuïa propietats medicinals.

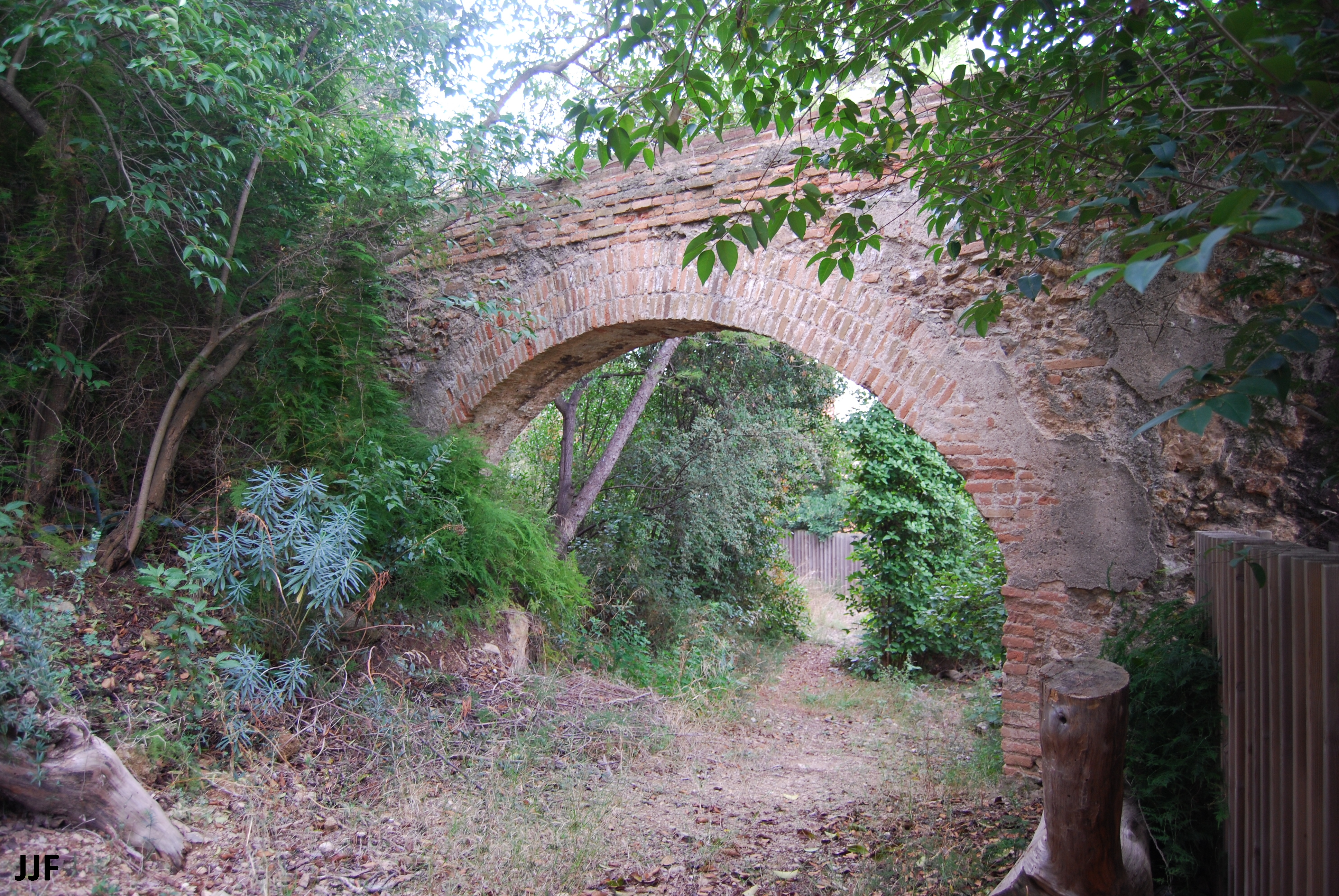
Restes de l'aqüeducte de can Turull

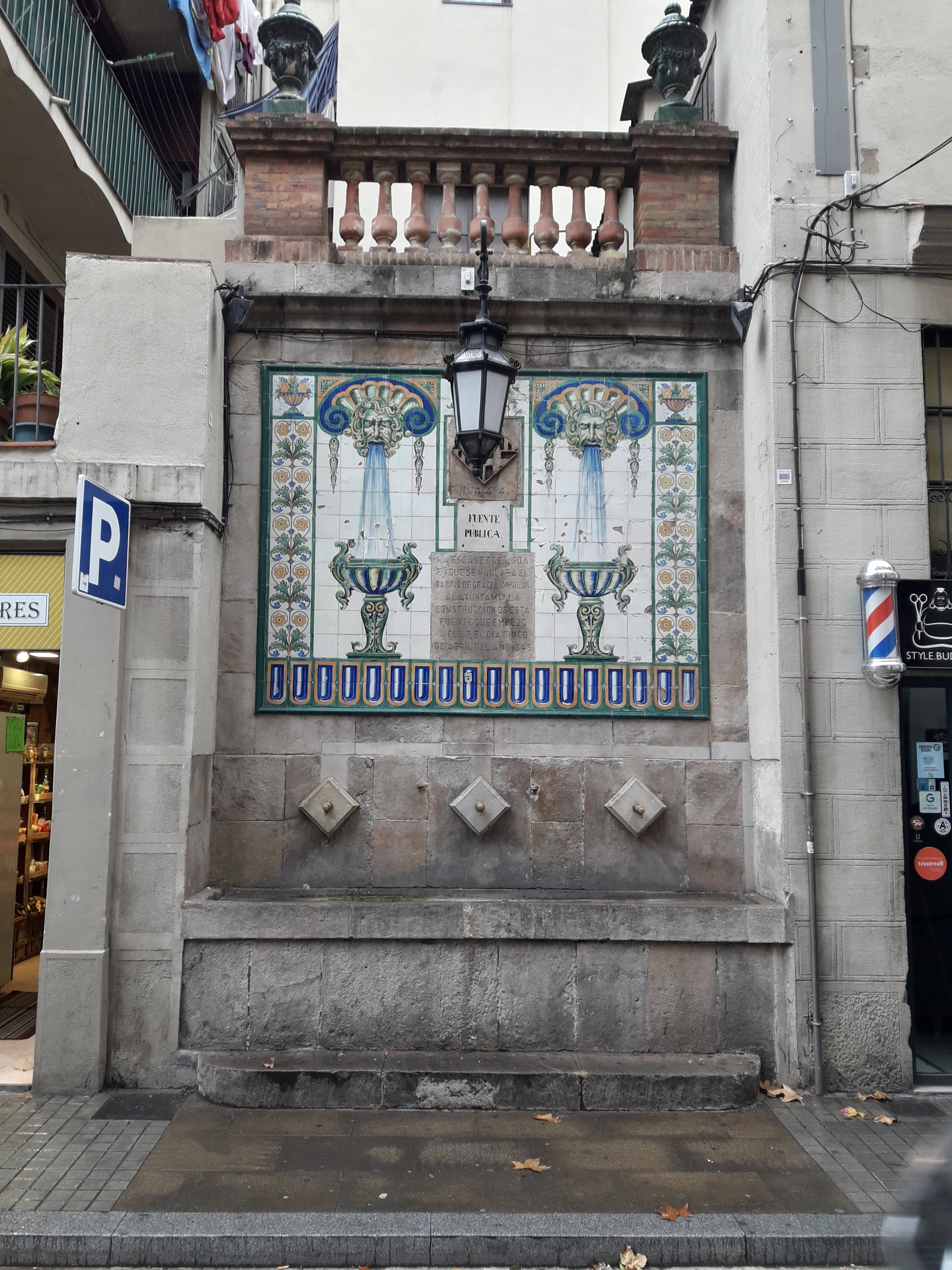
Font de la Travessera de Gràcia

### Aqüeducte de Can Turull
L'aigua conduïda des de la font, salvava la fondalada del torrent de la Farigola a través de l'aqüeducte de Can Turull. Aquesta finca, actualment de propietat municipal, encara conserva part de l'aqüeducte de pedra.

### Font de la Travessera de Gràcia
L'aigua arribava per conductes soterrats fins a una font pública situada al número 126 de la Travessera de Gràcia, que s'anomenava de Mas Falcó per la procedència de l'aigua i va ser inaugurada el 5 d'abril del 1845. És una font de paret, entre dos edificis. Té tres aixetes i està proveïda d'un fanal per a assenyalar-lo, cosa que mostra la importància que tenia per als veïns. El 1920 s'hi va afegir una decoració amb ceràmica de Salvador Sunet.

### Barcelona
Al segle xix es va fer arribar l'aigua fins a Barcelona. La conducció es va unir amb la d'altres mines de Collserola (mina d'en Cortés, mina Nova de Sant Gervasi, mina del Frare Negre, mina del Frare Blanc, mina de la Diputació) a la caseta d'en Regàs, situada per sobre de l'actual plaça de Gal·la Placídia. Una mica més avall la conducció arribava a la caseta de la Travessera, baixant per la riera de Sant Miquel, seguint el camí de Jesús, desaparegut en construir el passeig de Gràcia, i a l'alçada aproximada del carrer del Consell de Cent, arribava a la caseta de Jesús, o mesurador, després passava per sota de les muralles i arribava al Portal de l'Àngel. Dins de la ciutat, l'aigua es distribuïa a uns dipòsits repartidors, que proporcionaven l'aigua a fonts, institucions o cases.